# František Bartoš
František Bartoš   (Mladcová, 16 de març de 1837 - Mladcová, 11 de juny de 1906) fou un etnomusicòleg, folklorista, col·leccionista, i dialectòleg moravià. És vist com el successor de František Sušil, el pioner de l'etnomusicologia moraviana.
Va recol·lectar, organitzar, categoritzar i editar centenars de cançons moravianes que van ser publicades en una col·lecció de quatre volums juntament amb aproximadament 4.000 cançons tradicionals.

## Biografia
Nascut a Mladcová, a prop de Zlín, malgrat la manca de fons, Bartoš va ser educat a l'escola d'Olomouc i a la Universitat de Viena. Ja aquí, va participar activament en esdeveniments nacionals i literaris a l'associació Uměna. Va estudiar filologia clàssica (llatina, grega) i txeca a la Universitat de Viena. Aquí va conèixer professors que van tenir una influència duradora sobre ell: el filòleg eslovè F. Miklošič i l'historiador i lingüista txec que després va treballar a Moràvia, A. V. Šember. Va establir contactes amb estudiants de nacionalitats eslaves i es va convertir en membre de l'associació eslava Morava. El 1864 esdevingué professor a Strážmaco, i més tard d'Olomouc, Český Těšín, i a Brno (1869). Després dels seus estudis a Viena, va ensenyar al liceu escolapi de Strážnice, al liceu alemany d'Olomouc i al liceu catòlic alemany de Těšín. Va marxar de Těšín a Brno, on va treballar durant gairebé trenta anys, primer com a professor en una escola de gramàtica eslava.
El 1888 va esdevenir el director del segon Institut Txec de Brno. La seva ocupació allà el va portar a una relació laboral amb Leoš Janáček, qui el va ajudar amb el seu tercer volum de cançons. Bartoš va fomentar l'interès de Janáček en les cançons tradicionals moravianes, que van influir en les seves composicions musicals.

## Activitats socials i pedagògiques
Després d'arribar a Brno, va participar activament en esdeveniments culturals i socials. Va ser membre fundador de la Central Matica scholská, director i protector dels instituts Vesna, a la dècada de 1990 va ser membre del consell escolar regional, va ser membre de Matica Moravská (després editor de la Revista Matica Moravská), Filharmònica Beseda, Associació de Museus, Sokol, Associació de Lectors de Brno i altres. El seu treball va ser reconegut per la pertinença a la Reial Societat Txeca de Ciències (1884), la presidència honorífica de l'Exposició Etnogràfica Txecoslovaca a Praga el 1895 i el nomenament com a membre de l'Acadèmia Txeca de Ciències, Literatura i Art de l'emperador Francesc Josep (1890). També va ser homenatjat a l'estranger pel seu treball, quan el 1890 l'Acadèmia de Ciències tsarista de Sant Petersburg va concedir el Premi Kotljarevsky a la seva obra Dialectologia de Moravia. Al llarg de la seva vida es va dedicar a la tasca pedagògica, que es va convertir en la realització de la seva vida. Va impressionar els seus estudiants amb el seu ampli coneixement, el seu caràcter genuí i els èxits de publicació. Va educar diversos escriptors futurs (Svatopluk Čech, František Bílý, Jan Herben i altres). Jan Herben el recorda amb respecte i gratitud a les seves memòries. Les seves activitats docents també estan relacionades amb l'elaboració de llibres i manuals de lectura, fet que va elevar el nivell de l'ensenyament de la llengua i la literatura txeques als centres de secundària. Va romandre solter durant tota la seva vida i va donar suport a diverses institucions i estudiants pobres amb els seus recursos. Va llegar la seva herència literària a Vesna i Matica Školská.

## Lingüística
A més del seu interès per la dialectologia moràvia, va estar molt implicat en el desenvolupament i la codificació de la llengua txeca. Les seves obres clau en aquesta àrea són The Handle of Correct Czech de 1891 i The Composition of the Czech Language de 1895 (1898?), ambdues publicades repetidament en versions actualitzades i complementades.
A Skladba, per exemple, s'ocupà de la sistemàtica dels divisors (signes de puntuació), mentre que la seva terminologia finalment (ja en l'edició de les normes de 1902) aconseguia competir amb les designacions que encara fan servir els autors contemporanis. Per exemple, el terme signe d'exclamació (que Václav Hanka va utilitzar originalment per referir-se a les interjeccions) va substituir els termes anteriors signe de sorpresa, signe d'exclamació, signe d'exclamació o comandant, o va introduir el guionet de nom per a coma o barra transversal horitzontal i la cita del nom. marca per a gorres o potes de gall.
De manera semblant a František Bačkovský, va tractar el problema que no marcar la longitud de les vocals en paraules d'origen grec i llatí va fer que en txec ens acostuméssim a pronunciar vocals curtes, que en les llengües originals eren llargues (p. Europa, teoria, planeta, mimetisme, col·lega, còmic, paròdia, irònic), però al Nové rukovét pròpiament txec de 1901, va defensar aquest mètode d'honor i el va qualificar d'esforç innecessari i absurd per preservar la quantitat original de paraules estrangeres en txec.

## Etnografia
Etnografia
Les seves obres sobre els dialectes moràus són d'importància fonamental. Va fer una descripció sistemàtica dels dialectes moràus a les obres bàsiques Dialectologie Moravská (I. vol. 1886; II. vol. 1895) i Dialectic slovník Moravský (1905–06). En col·leccionar, va continuar el treball de František Sušil i va publicar tres conjunts de cançons de Moràvia i Silèsia amb melodies, l'última en col·laboració amb Leoš Janáček (Nou Cançons nacionals de Moràvia, 1882; Cançons nacionals de Moràvia recentment recollides, 1889; i Cançons nacionals de Moràvia). Recollida recentment, amb Leoš Janáček, 1889-1901). Es va convertir en el fundador de l'etnografia i la folklorística de Moràvia amb els seus treballs sobre costums i tradicions populars, curació popular, supersticions, etc. Va resumir els seus estudis etnogràfics als llibres Lid a národ (I. vol. 1883, II. vol. 1885), Moravský lid (1892), Moravská svatba (1892), Deu assaigs etnogràfics (1906), Líšeň (juntament amb C. Mašíček, 1902). La seva col·lecció de folklore infantil Naše děti (1888) encara és una obra única.
Sovint tornava a la seva regió natal i, després de retirar-se el 1898, s'hi instal·là definitivament. Va morir el 1906 i està enterrat al cementiri de Mladcov.

## Resum dels seus treballs
Tots els esforços de Bartoš anaven dirigits a augmentar la llengua txeca i l'educació de la nació, perquè veia aquests dos aspectes com les pedres angulars de la construcció d'una identitat nacional forta. En la vida del poble, va posar èmfasi en la cultura positiva i enriquidora en general i no es va centrar en els fenòmens socials negatius. El temps també va posar a prova l'obra de Bartoš. Gran part del que va escriure s'ha convertit en un document contemporani. No obstant això, encara quedava prou, que encara és una font important per conèixer el patrimoni cultural de Moràvia i Silèsia.

## Enllaços a František Bartoš avui
Una exposició permanent al Museu del Sud-est de Moràvia de Zlín, situat a l'edifici 14 de l'antic complex fabril de l'empresa Baťa, està dedicada a la vida i l'obra d'aquest fundador de l'etnografia moràvia anomenat František Bartoš: pedagog, lingüista, etnògraf. Hi ha una placa commemorativa a la casa on va néixer, i un bust creat l'any 1948 per l'escultor Karel Řezník el commemora al barri de Zlín que porta el seu nom. El 1996 es va establir el Centre d'Estudis i Documentació František Bartoš del Museu de Moràvia del Sud-est. Des de l'1 de gener de 1996, la Biblioteca Regional František Bartoš, situada a Zlín, porta el seu nom.

## Dades biogràfiques
- 16 de març de 1837 neix a Mladcové prop de Zlín
- 1843–49 va assistir a l'escola parroquial de Zlín
- 1852 estudis a la Diöcesan-Musterhauptschule d'Olomouc
- 1853–1860 estudis a l'escola de gramàtica alemanya d'Olomouc
- 1860–64 estudis a la Universitat de Viena
- El 1864–65 va ensenyar a l'escola de gramàtica escolapi de Strážnice
- El 1865–66 va ensenyar a l'escola de gramàtica alemanya d'Olomouc
- 1866 aprovat del llatí per a gimnàs superiors
- 1866–69 va ensenyar a l'escola de gramàtica catòlica alemanya de Těšín
- El 1869 va rebre el títol de professor de c. k
- 1869–88 va ensenyar al Primer gimnàs txec (anomenat eslavo) a Brno
- 1888–98 director II. (inferior) Liceu txec a Brno
- El 1890 va guanyar el Premi Kotljarevsky de l'Acadèmia Imperial de Ciències de Sant Petersburg per a la Dialectologia Moràvia.
- 1892 nomenat pel consell escolar del c. k
- 1898 jubilació, retorn de Brno a la seva Mladcová natal
- Va morir a Mladcové l'11 de juny de 1906

## Treballs
- Über die modale Bedeutung des Böhmischen Instrumentals. Program des k. k. katholischen gymnasiums in Teschen - (1868)
- Antologia de cançons nacionals txecoslovaques... - (1874)
- Pàtria. Un ram de poemes patriòtics. Uvil Josef Zapletal - (1875)
- Little Slovesnosti, que va ser compilat com a llibre d'ensenyament i lectura per a les classes de batxillerat per Jan Kosina i el P. Bartoš – (1878). Disponible en línia.
- Composició en llengua txeca - (1895). Disponible en línia.
- Noves cançons nacionals de Moràvia amb melodies inserides al text - (1882). Disponible en línia.
- El poble i la nació - (I. - 1883, II. - 1885)
- Dialectologia morava – (I. – 1886, II. – 1895)
- Els nostres fills - (1888)). Disponible en línia.
- Ram de cançons nacionals de Moràvia, creat per František Bartoš i Lev Janáček - (1890). Disponible en línia.
- Maneig de l'idioma txec correcte – (1891)
- Un nou maneig del txec correcte - (1891). Disponible en línia.
- El poble de Moràvia - (1892)
- Noces de Moràvia - (1892)
- Volksleben der Slaven. Die österreichisch-ungarische Monarchie in Wort und Bild, vol. Moràvia i Silèsia - (1897)
- Cançons nacionals de Moràvia en el nou recull. (Juntament amb L. Janáček.) – (1899-1901). Disponible en línia.
- Llibre de lectura a casa del poble per al poble - (1900)
- Liquen. (Juntament amb Cyril Mašíček.) – (1902). Disponible en línia.
- Cent cançons populars txecoslaves amb anàlisis i interpretacions - (1903)
- Diccionari dialèctic de Moravia - (I. - 1905, II. - 1906)
- Deu assaigs etnogràfics - (1906)
- Ram de poesia popular – (1906)
- "Llibre de lectura txec per al segon grau de secundària" - (1896). Disponible en línia.

## Reedició de l'obra
La reedició de l'obra etnogràfica de František Bartoš és un projecte conjunt a llarg termini del Museu del Sud-est de Moràvia de Zlín, en el qual opera el Centre de Documentació d'Estudis František Bartoš i la Biblioteca Regional František Bartoš de Zlín. El 2003, el primer títol va ser una reedició d'una col·lecció de cançons populars titulada New Moravian National Songs amb melodies inserides al text. Posteriorment, dos volums d'obres Lid a národ (2003), una col·lecció de folklore infantil Naše děti amb il·lustracions de Mikoláš Alš (2005), Moravský lid (2006) i Kytice - un llibre de contes de fades, rimes, endevinalles i cançons per a nens. amb il·lustracions originals d'Adolf Kašpar (2006). L'any 2007 es va publicar una col·lecció de tres estudis: The Moravian Wedding, Ten Folklore Discourses i Líšeň. Totes les publicacions es publiquen com a volums numerats de l'edició de la regió de Zlín i la seva publicació compta amb el suport financer de la regió de Zlín, el Fons Cultural de la ciutat de Zlín, el Ministeri de Cultura i entitats privades.